# Bijela kuća
Bijela kuća (eng. the White House) naziv je službene rezidencije Predsjednika SAD-a u Washingtonu. Nalazi se na adresi 1600 Pennsylvania Avenue NW, Washington. Imanje je u vlasništvu službe nacionalnih parkova SAD-a, National Park Servicea, i dio je President's Parka (Predsjedničkog parka).
Bijelu je kuću projektirao irski arhitekt James Hoban. Izgrađena je na lokaciji koju su odabrali prvi američki predsjednik George Washington i gradski planer Pierre L'Enfant, u razdoblju od 1792. do 1800., nakon čega je još nekoliko puta nadograđivana. Predsjednik John Adams uselio je u Bijelu kuću 1. studenog 1800. godine. Svi su američki predsjednici nakon njega stanovali u kući tijekom trajanja svojeg mandata.
Bijela kuća je jedina predsjednička rezidencija u svijetu koja je otvorena za posjetitelje. Ulaz je besplatan.
U zgradi su 132 sobe, 35 kupaonica i 6 katova, kao i 412 vrata, 147 prozora, 28 ognjišta, 8 stubišta te 3 dizala. Kroz povijest je Bijela kuća nosila nazive "Predsjednička palača", "Predsjednička kuća" te "Izvršni dvorac" (Executive Mansion). Odlukom predsjednika Theodorea Roosevelta od 1901. nosi današnje ime.
Ovalni ured nalazi se unutar Zapadnog krila Bijele kuće. Istočno od njega je Vrt ruža, zapadno je manji ured i blagovaonica, sjeverozapadno je glavni hodnik Zapadnog krila, a sjeveroistočno je ured tajnice predsjednika.
U javnosti se isti naziv koristi i za najuži krug državnih službenika oko Predsjednika.

## Galerija
- Logo Bijele kuće
- Bijela kuća na poleđini novčanice od 20 USD
- Južno pročelje
- "Ovalni ured", ured američkog predsjednika

## Vanjske poveznice
- Službena stranica Bijele kuće (engl.)